# دادگاه جنایی
دادگاه جنایی (انگلیسی: Criminal Court) یک فیلم درام آمریکایی به کارگردانی رابرت وایز است که در سال ۱۹۴۶ منتشر شد.

## بازیگران
- تام کانوی
- رابرت آرمسترانگ
- آدیسون ریچاردز